# Achyrospermum axillare
Achyrospermum axillare là một loài thực vật có hoa trong họ Hoa môi. Loài này được E.A.Bruce mô tả khoa học đầu tiên năm 1936.